# Raoul II de Beaumont-au-Maine
Raoul II de Beaumont-au-Maine (~ 960-~1015) est vicomte du Maine ; son origine est sujette à caution, la confusion et l'arbitraire présidant à la numérotation et à l'existence même des premiers vicomtes Raoul du Maine. 
- Il est peut-être le fils d'un certain Raoul Ier (vicomte du Maine dans la deuxième moitié du Xe siècle et frère de l'évêque du Mans Mainard) et d'une Godehilde (?) : voir ci-dessous des conjectures sur son origine. Par ailleurs, Raoul II est aussi numéroté Raoul III, car certains auteurs considèrent que son règne et sa vie sont trop longs pour appartenir à un seul vicomte et le décomposent donc en Raoul II et Raoul III ; ou bien font remonter les vicomtes Raoul du Maine à la fin du IXe siècle, bien plus loin que Raoul Ier, voir ci-dessous ; en tout cas, cela décale d'un cran au moins la numérotation des vicomtes Raoul de Beaumont ultérieurs.
- Il ne fait peut-être qu'un avec Raoul Ier (on remarque à cet égard qu'une Godehilde est donnée comme femme de Raoul II, mais aussi de Raoul Ier). Il serait alors né vers 930-940-950, et disparu avant 1010 plutôt que vers 1010-1020 ? Ce serait donc lui le frère de l'évêque Mainard, et le fils supposé du comte Hugues, voir ci-dessous. Pourraient alors faire corps Raoul Ier, II et III !
- L'historien Bruno Lemesle ne l'appelle que Raoul II[1], comme le site MedLands[2]. Hélène et Thierry Bianco l'appellent Raoul III[3]. Le Raoul III qui apparaît sur le site Racines&Histoire indexé ci-dessous (p. 3 et 6, par Etienne Pattou) est en fait une combinaison de Raoul Ier, notre Raoul II, et Raoul III.

## Généalogie
La famille de Beaumont, puis de Beaumont-Brienne, domina cette région du Maine du Xe  au  XIVe siècle.
Raoul II fut marié : 1° à Godeheut (Godehilde ; peut-être de Bellême) ; et 2° à Wildenoris (Guidenor, Guinar) (dans le cas où Raoul II et III doivent être confondus ; sinon, Wildenoris est l'épouse du seul Raoul III) ; d'où :  
- Raoul III de Beaumont-au-Maine, son fils (issu de Godehilde ou de Wildenoris ?, les deux versions existent), s'il faut distinguer Raoul II et Raoul III. Si Raoul II et Raoul III ne font qu'un, alors le descendant est Raoul IV : cf. la remarque ci-dessus.

## Biographie
- Un certain Raoul (Ier), fl. à la fin du IXe siècle, attaché à la cause de Roger que l'historien médiéviste Robert Latouche (1881-1973) reconnaît pour le premier comte héréditaire du Maine, serait, d'après le même auteur et d'après dom Briant, le premier vicomte ayant possédé sa charge non plus à titre viager, mais avec garantie de succession pour ses descendants. Cette opinion est soutenable sans être sûre. Et rien ne prouve de surcroît que ce Raoul, fidèle du comte Roger, est l'ancêtre direct des vicomtes Raoul des Xe – XIIIe siècles.
- Un autre Raoul (II ; à moins que ce ne soit le même que le précédent, à la belle longévité ?), supposé vicomte dans la première moitié du Xe siècle et que l'historien Joseph Depoin (1855-1924) prétend avoir accompagné Hugues Ier du Maine, comte du Maine, dans un gouvernement momentané du Poitou en 937, est donné sans aucune référence, et les auteurs de l'histoire de Poitiers les plus récents n'en parlent pas ; on ne saurait donc l'admettre.Pourtant, il est certain qu'il y eut au moins un degré intermédiaire après Raoul (Ier), voire plusieurs ! D'ailleurs l'historien Christian Settipani, cité par le site d'Hélène et Thierry Bianco référencé ci-dessus, signale qu'un vicomte Raoul du Mans souscrit à un acte de Sénégonde (épouse de Cadélon vicomte d'Aunay ?) vers 936/937. Dans la charte de restauration d'Évron, Raoul II de Beaumont affirme qu'il possédait les terres de cette dotation de succession paternelle. Mais ne connaissant que son existence, nous ne saurions le nommer à son rang. Nous ne pouvons en dire qu'une chose, c'est qu'il était lui-même vicomte du Maine.
- Raoul Ier est le premier vicomte attesté, dans la deuxième moitié du Xe siècle. Il est dit frère de l'évêque du Mans Mainard (évêque en 940-960, ou 948-968, ou 951-971 ; on ne connaît pas son père). Son origine n'est pas connue avec certitude : descend-il du ou des Raoul qui précèdent (fils, petit-fils...), ou bien des comtes du Maine (voir l'hypothèse ci-après) ? Est-il en fait le même que notre Raoul II, ou bien son père ? 

## Une autre ascendance possible
- D'après les Comtes du Maine, d'Étienne Pattou, 2007 ( ), le père de Raoul Ier (alias Raoul II ?) du Maine (ou de Beaumont) pourrait être Hugues Ier du Maine (°~891, - † > 939/940-955), comte du Maine (900)[4], époux de Bilihilde ? du Maine, probablement la fille de Gauzlin II (mettant ainsi fin au litige entre les deux familles rivales se disputant le comté du Maine, les Rorgonides et les Hugonides). Ainsi s'expliquerait l'apparition dans la dynastie du prénom Geoffroi (Gausfred), typiquement rorgonide.

- Hugues Ier du Maine serait lui-même le fils de Rotger ou Roger du Maine (° 866 - † dès 31 octobre 900?)[5], comte du Maine (897, après Gauzlin II). D’abord usurpateur, chassé par Robert, frère du Roi, «champion» de Charles le Chauve contre le roi Eudes, expulse l’évêque du Mans, excommunié. Époux en  890 de Rothildis (Rothilde) (° ~871 - † 928/929 (22 mars 928 ?) )[6], fille de Charles II « Le Chauve», roi des Francs de l’Ouest, empereur d’Occident, et de Richildis de Provence.

```
Roger du Maine

│ x 
Rothildis
 (Rothilde), fille de 
Charles le Chauve

│
│
├──> 
Hugues
 
I
er
 du Maine
 
│    x Bilihilde du Maine (fille de 
Gauzlin
 
II
 du Maine
 ?)
│    │
│    └──> 
Hugues
 
II
 du Maine

│    └──> 
Raoul
 
I
er
 ou Raoul
 
II
 de Beaumont-au-Maine
 ?
│    └──> Gauzlin du Maine
│
├──> Judith (?) du Maine 
     x 
Hugues le Grand
, 
duc des Francs, comte de Paris, duc de Bourgogne et d'Aquitaine
, père d'
Hugues Capet
.
```

Ce lien clarifie le passage des comtes du Maine aux vicomtes du Maine; mais cette hypothèse demande encore à être consolidée.

## Sources
- Abbé Angot, « Les vicomtes du Maine », dans Bulletin de la Commission historique et archéologique de la Mayenne, 1914, no 30, p. 180-232, 320-342, 404-424. .
- Comtes du Maine, Étienne Pattou, 2007, .